# Wspólnota Chrześcijańska „Pojednanie”
Wspólnota Chrześcijańska „Pojednanie” – niezależny chrześcijański protestancki kościół ewangelikalny w Grodzisku Mazowieckim.
W swoim wyznaniu wiary, wspólnota nie formułuje skomplikowanych nauk i dogmatów, opierając się na wspólnych dla całego ewangelikalnego protestantyzmu wartościach:
- wierze w Trójjedynego Boga: Ojca, Syna i Ducha Świętego,
- uznaniu Pisma Świętego Starego i Nowego Testamentu za wyłączny autorytet w sprawach wiary i życia,
- zbawieniu otrzymywanym za darmo, jedynie z łaski przez wiarę w zastępczą śmierć Chrystusa, przez co grzesznik doświadcza nowego, duchowego narodzenia, w wyniku zaufania Chrystusowi i wyznania go osobistym Panem i Zbawicielem w modlitwie – osiągając pokój z Bogiem i pewność zbawienia.

Wspólnota zarządzana jest na zasadach ustroju prezbiteriańskiego – obowiązuje zasada wielości starszych, a działalnością kieruje rada starszych, której przewodniczy jeden ze starszych wskazany przez radę. Starsi wybierani są na czas nieokreślony. Starszych wspierają diakoni i diakonisy. Wspólnota Chrześcijańska „Pojednanie” stanowi samodzielny związek wyznaniowy wpisany do rejestru kościołów i związków wyznaniowych MSWiA w dziale A, pod nr 62.
Niezależna chrześcijańska wspólnota ewangelikalna działająca w Lublinie. W 2011 roku liczyła 15 członków.

## Działalność
Działalność wspólnoty ogniskuje się wokół cotygodniowych spotkań niedzielnych, podczas których ma miejsce wspólny śpiew dla uwielbienia Boga, modlitwy, a także głoszenie kazań z kolejno rozważanych rozdziałów Biblii. Poza tym, wspólnota gromadzi się na cotygodniowych spotkaniach modlitewnych, młodzieżowych, a także spotkaniach rozważania Pisma Świętego.

## Historia

### Lublin
Wspólnota Chrześcijańska „Pojednanie” wyłoniła się z katolickiego Ruchu Światło-Życie, tzw. ruchu oazowego, którego wspólnota działała przy duszpasterstwie akademickim w Lublinie od 1982 r. Początkowo, animatorzy wspólnoty oazowej nawiązali kontakt z Campus Crusade for Christ (od 1992 r. znanym jako: Ruch Nowego Życia) – organizacją ekumeniczną o korzeniach protestanckich. W 1989 r. niewielka grupa katolików związanych z ruchem odnowy Kościoła zdecydowała się opuścić Kościół rzymskokatolicki i utworzyć niezależną chrześcijańską wspólnotę o wyraźnie ewangelikalnym zabarwieniu. Wspólnota Chrześcijańska „Pojednanie” nie związała się jednak z żadnym z lubelskich kościołów protestanckich i zachowując pełną niezależność i własną tradycję, została w 1991 r. wpisana jako odrębne wyznanie do rejestru kościołów i innych związków wyznaniowych w Ministerstwie Spraw Wewnętrznych i Administracji.
Wspólnota, w okresie swojej działalności w Lublinie, zaangażowana była w ewangelizację miasta, przygotowując wykłady, koncerty i konferencje chrześcijańskie. Prowadziła działalność wydawniczą poprzez własne wydawnictwo („Pojednanie”). Posiadała także własną księgarnię, oferującą chrześcijańskie książki i filmy. Współpracowała z organizacją Głos Prześladowanych Chrześcijan, wysyłając listy do więzionych chrześcijan i wspierając walkę z prześladowaniami religijnymi na świecie. Uczestniczyła w działalności charytatywnej i wspierała poprzez Biblijne Stowarzyszenie Misyjne projekty tłumaczenia Biblii na różne języki świata. Jako wspólnota zdeklarowała się w sposób szczególny pomóc w przekładzie Pisma Świętego na język gamo, którym posługuje się w Etiopii 600 tys. ludzi (tłumacz otrzymujący wsparcie ze Wspólnoty: Arega Addada).
W 1996 roku ze Wspólnoty Chrześcijańskiej „Pojednanie” wyodrębnił się bardziej radykalny teologicznie Kościół Nowego Przymierza, którego obecny pastor – Paweł Chojecki – był jednym ze współtwórców Wspólnoty Chrześcijańskiej „Pojednanie” w 1989 r.

### Grodzisk Mazowiecki
Niezależnie od pierwotnej Wspólnoty Chrześcijańskiej Pojednanie w Lublinie, 6 stycznia 2008, na inauguracyjnym nabożeństwie miało miejsce powstanie innej wspólnoty chrześcijańskiej w Książenicach koło Grodziska Mazowieckiego. Doszło do tego po blisko 10-letnim funkcjonowaniu studium biblijnego i modlitewnego, spotykającego się przez lata w różnych lokalizacjach. W powołaniu wspólnoty do życia miał udział kościół i starsi Bibelgemeinde Berlin.
Fundamenty doktrynalne i nauczanie Bibelgemeinde Berlin, identyczne z fundamentami doktrynalnymi i nauczaniem kościoła Grace Community Church legły u podstaw nowo powstałego kościoła, który przyjął nazwę „Chrześcijański Kościół Protestancki”.
W listopadzie 2012 roku kościół dołącza do Wspólnoty Chrześcijańskiej Pojednanie z siedzibą w Lublinie i przejmuje jej nazwę. Dwa lata później, siedziba Wspólnoty Chrześcijańskiej Pojednanie zostaje przeniesiona do Grodziska Mazowieckiego, a Statut kościoła zostaje uaktualniony, aby odzwierciedlić zmiany i dostosować go do przepisów obowiązującego prawa.